# Dušan Kováč
Dušan Kováč (* 3. ledna 1942 Humenné) je slovenský historik a spisovatel, bratr bývalého slovenského prezidenta Michala Kováče.
Vystudoval Filozofickou fakultu Univerzity Komenského v Bratislavě (1959–1964). Po studiu působil jako středoškolský učitel v Partizánském a Bratislavě. V letech 1968 až 1981 pracoval v Ústavu dějin evropských socialistických států SAV, v letech 1981 až 1998 v HÚ SAV.
V roce 1999 obdržel za knihu Dejiny Slovenska Cenu Egona Erwina Kische.

## Publikace
- Seznam děl v Souborném katalogu ČR, jejichž autorem nebo tématem je Dušan Kováč
- Od dvojspolku k politike anšlusu: Nemecký imperializmus a Rakúsko do r. 1922 (1979)
- Ku kritike buržoáznych interpretácií dejín socialistických krajín (ed.). Bratislava : Veda, 1982. 105 s
- Muži deklarácie. Martin: Osveta, 1991. 231 s. ISBN 80-217-0289-3.
- Nemecko a nemecká menšina na Slovensku (1871-1945). Bratislava: Veda, 1991. 235 s. ISBN 80-224-0155-2.
- Milan Rastislav Štefánik. Budmerice: Rak, 1996. 79 s. ISBN 80-85501-10-4.
- Dejiny Slovenska. Praha: Nakladatelství Lidové noviny, 1998. 401 s. ISBN 80-7106-268-5. 3. opr. a rozš. vyd. Praha : Nakladatelství Lidové noviny, 2010. 432 s. ISBN 978-80-7422-053-1.
- Bratislava 1939-1945 : mier a vojna v meste. Bratislava: Albert Marenčín - Vydavateľstvo PT, 2006. 189 s. ISBN 80-89218-29-6.